# Xã Sand Creek, Quận Jennings, Indiana
Xã Sand Creek (tiếng Anh: Sand Creek Township) là một xã thuộc quận Jennings, tiểu bang Indiana, Hoa Kỳ. Năm 2010, dân số của xã này là 872 người.